# 1933 Tinchen
1933 Tinchen è un asteroide della fascia principale. Scoperto nel 2001, presenta un'orbita caratterizzata da un semiasse maggiore pari a 2,353027 UA e da un'eccentricità di 0,122763, inclinata di 6,885476° rispetto all'eclittica. Ha un diametro di 4,508 km, un periodo di rotazione di 3,671 ore e un'albedo di 0,613.
Fa parte della famiglia di asteroidi Vesta.